# Guy Rose
Pour les articles homonymes, voir Rose.
Guy Rose, né le 3 mars 1867 à San Gabriel (Californie) et mort le 17 novembre 1925, est un artiste-peintre impressionniste américain. Il a surtout peint des femmes et des paysages, en France et en Californie.

## Biographie
En 1888, il s'installe à Paris pour suivre à l'Académie Julian les enseignements de Jean-Joseph Benjamin-Constant, Jules Joseph Lefebvre et Jean-Paul Laurens.
Dans les années 1890, il s'installe à New York, où il enseigne l'art à l'Institut Pratt. En 1899, il retourne en France, accompagné de son épouse Ethel Rose, et acquiert une petite maison à Giverny, où il fait la connaissance de Claude Monet, qui devient son ami et son mentor. Les impressionnistes français présents à Giverny influencent profondément Guy Rose, comme en témoignent les peintures de paysages de Californie qu'il réalisera ultérieurement.
Guy Rose s'installe à Los Angeles en 1914. Plus tard, il enseigne l'art à la Stickney Memorial School of Art de Pasadena.
Il meurt le 17 novembre 1925 des complications de son saturnisme et d'une attaque cérébrale.
De son vivant, Guy Rose expose au Musée d'art du comté de Los Angeles en 1916, 1918 et 1919. Il obtient en 1915 la médaille d'argent de l'exposition internationale Panama-Pacifique. Il reçoit en 1894 un prix de mention honorable au Salon de Paris.

## Œuvres

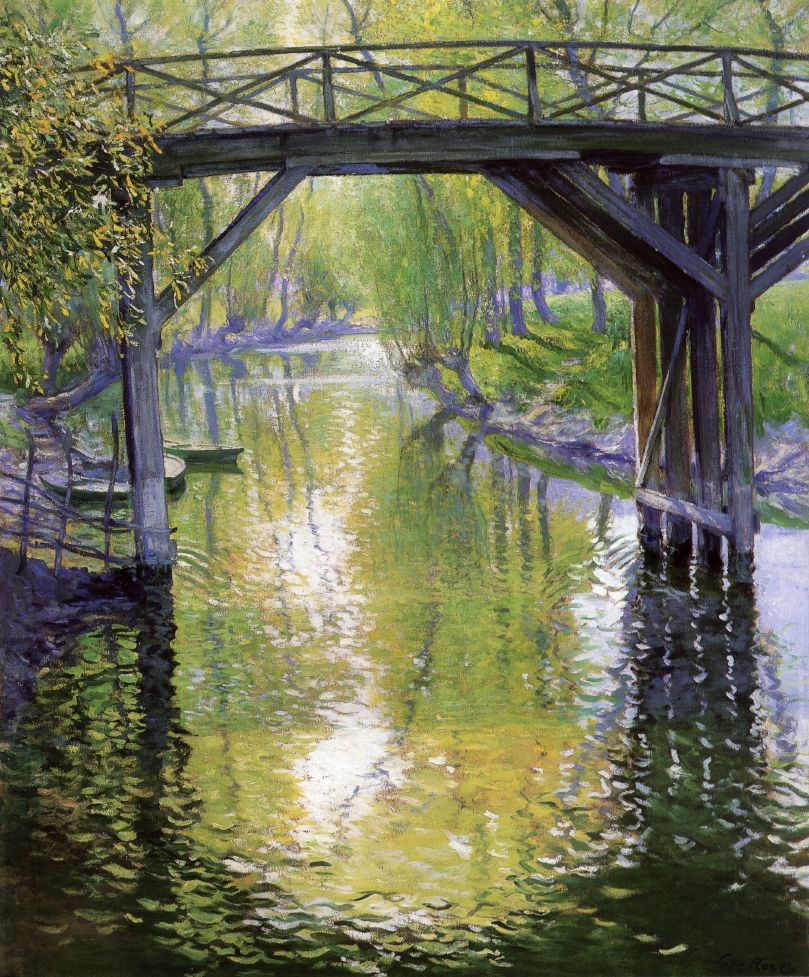
Le vieux pont, France
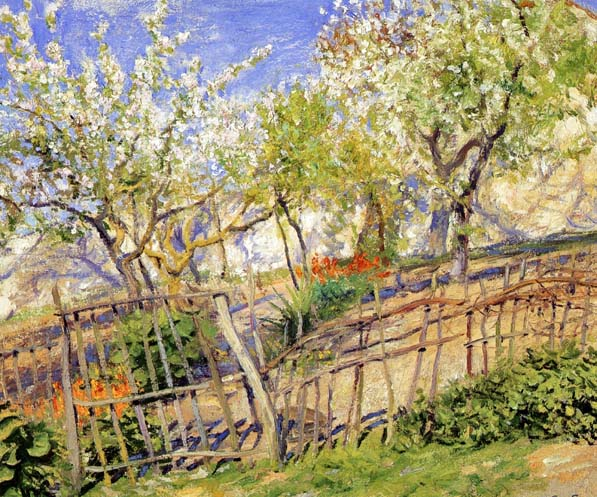
Blossoms and Wallflowers
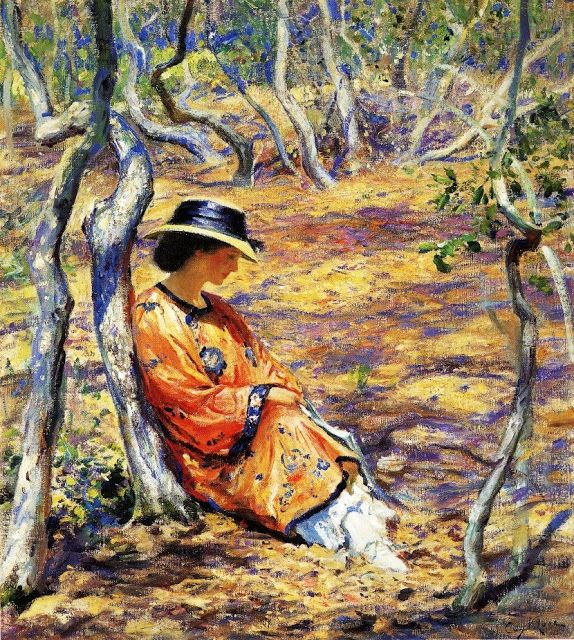
Dans la chênaie
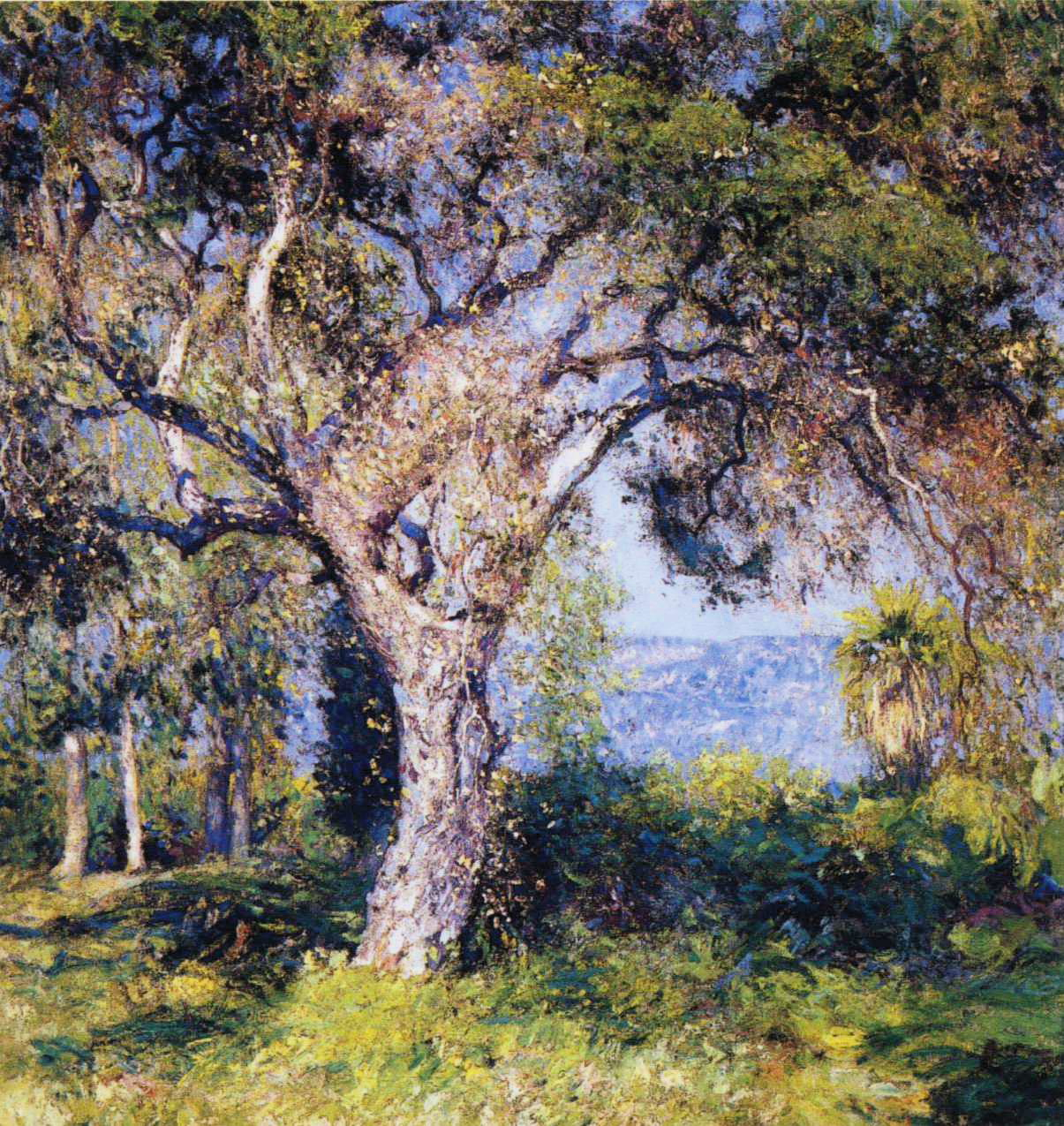
Le chêne
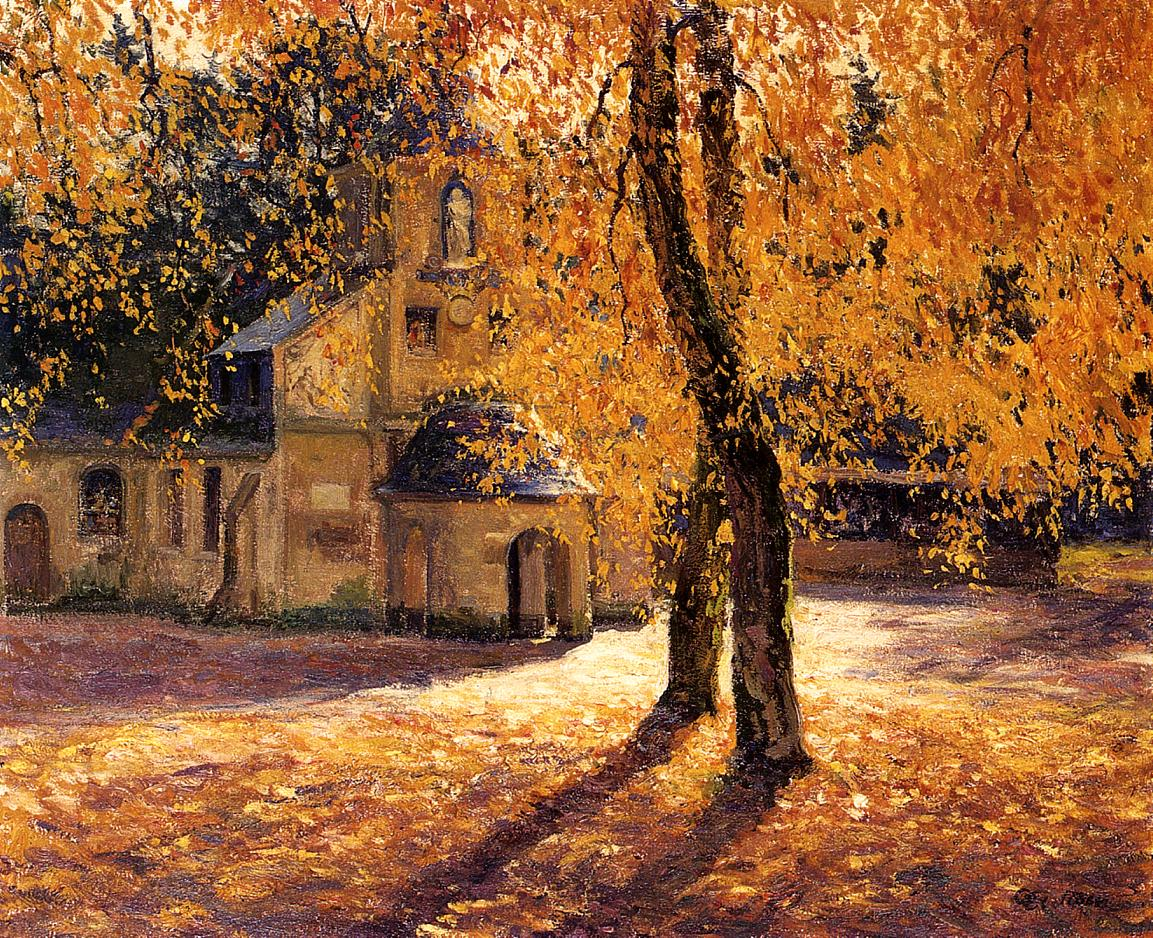
Notre Dame de Grâce à Honfleur

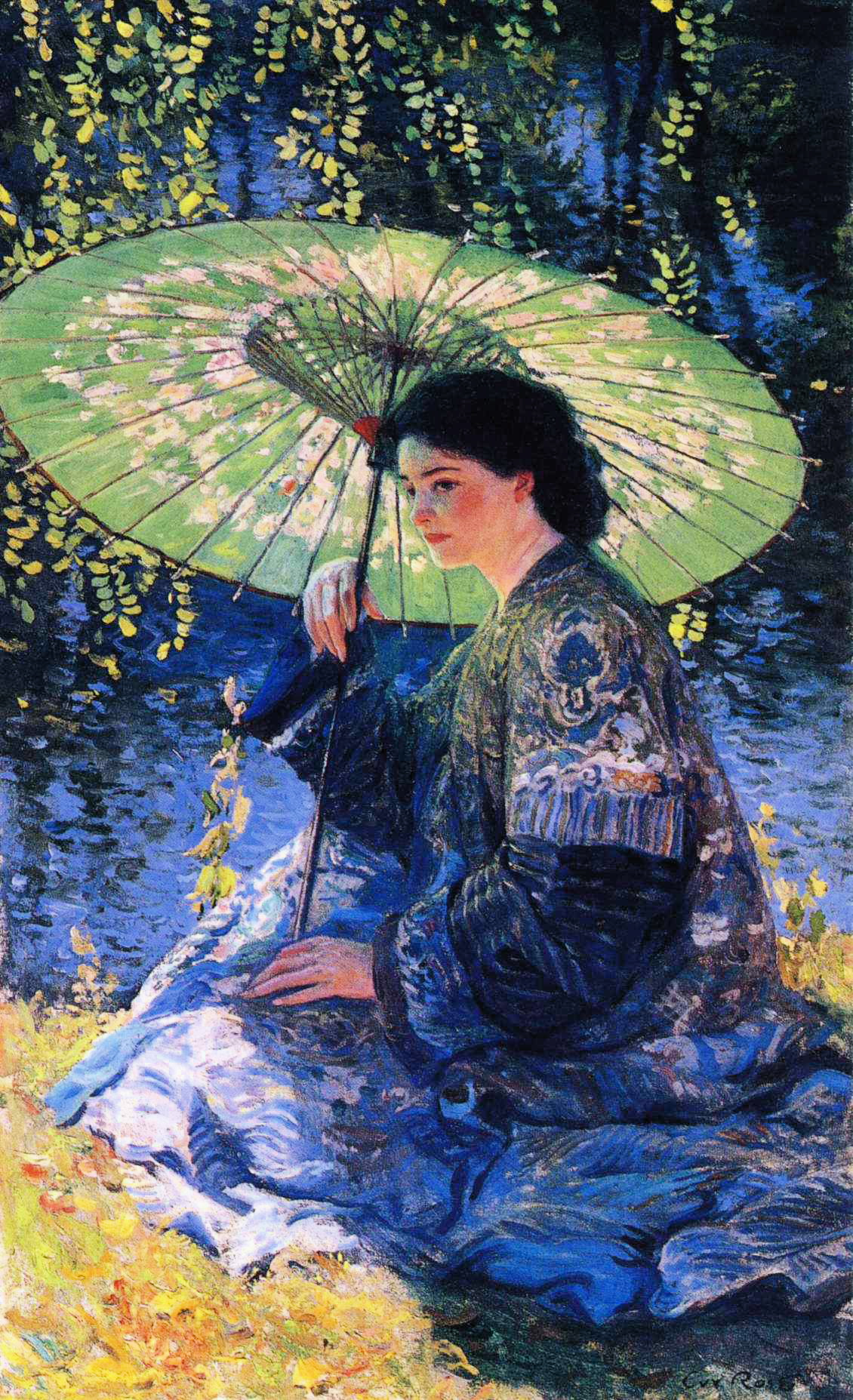
L'ombrelle verte
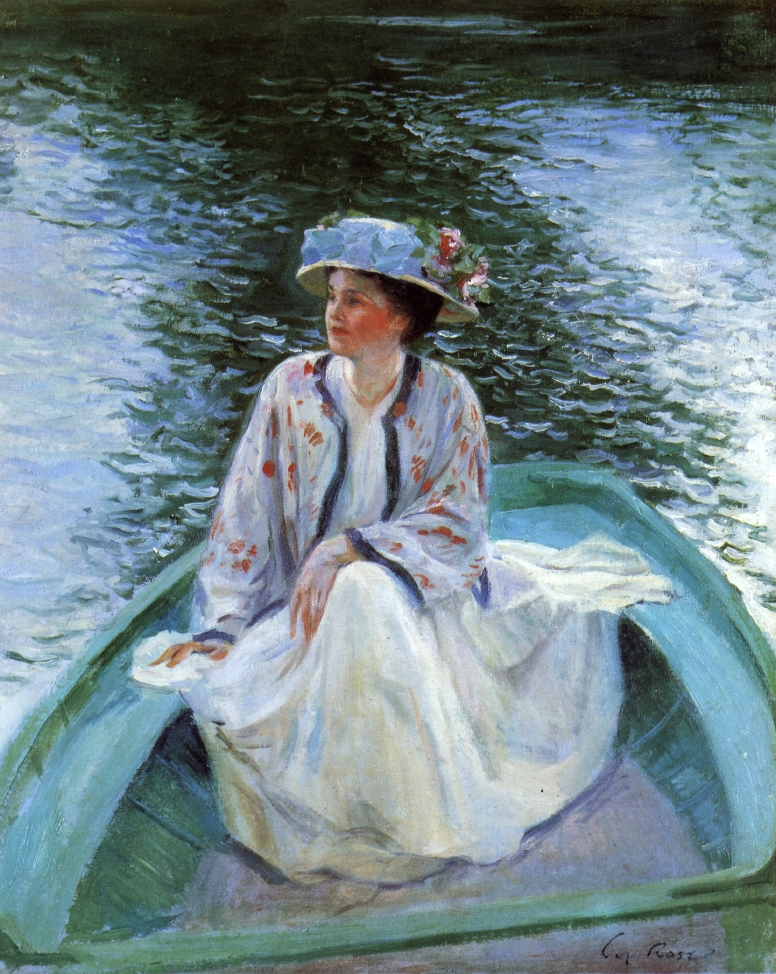
Sur la rivière
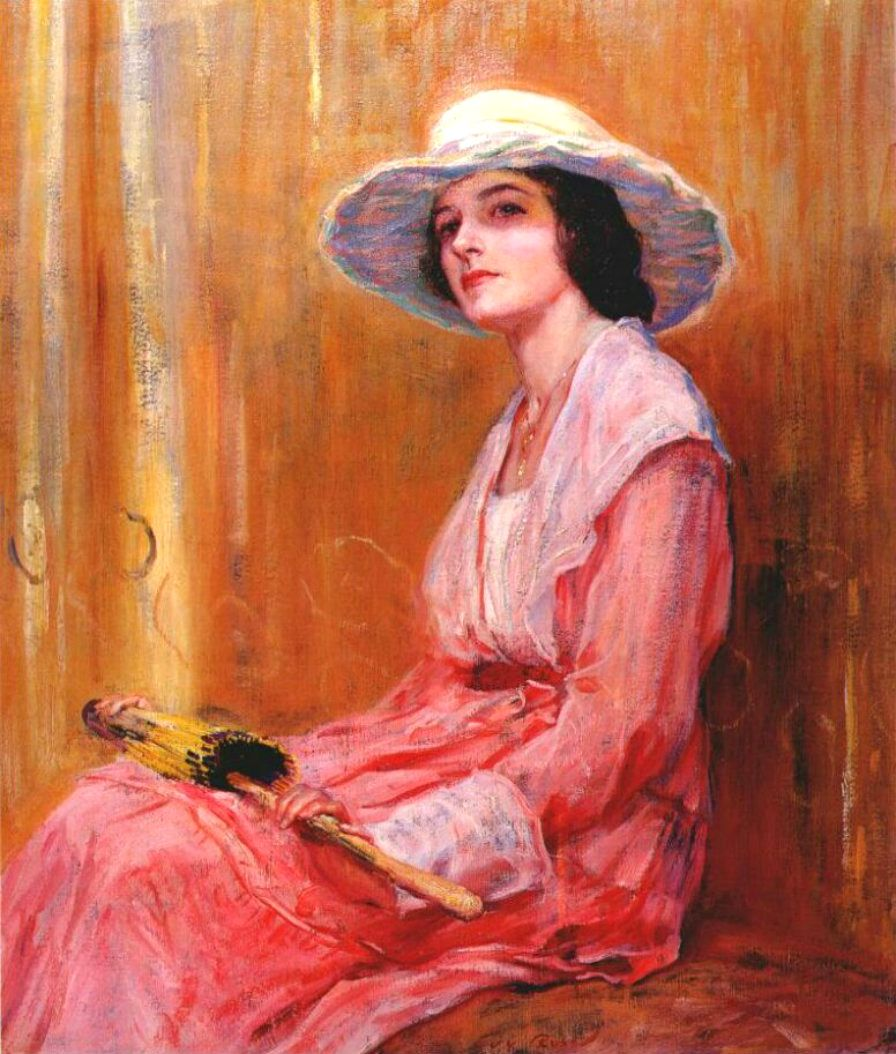
Le modèle, 1919
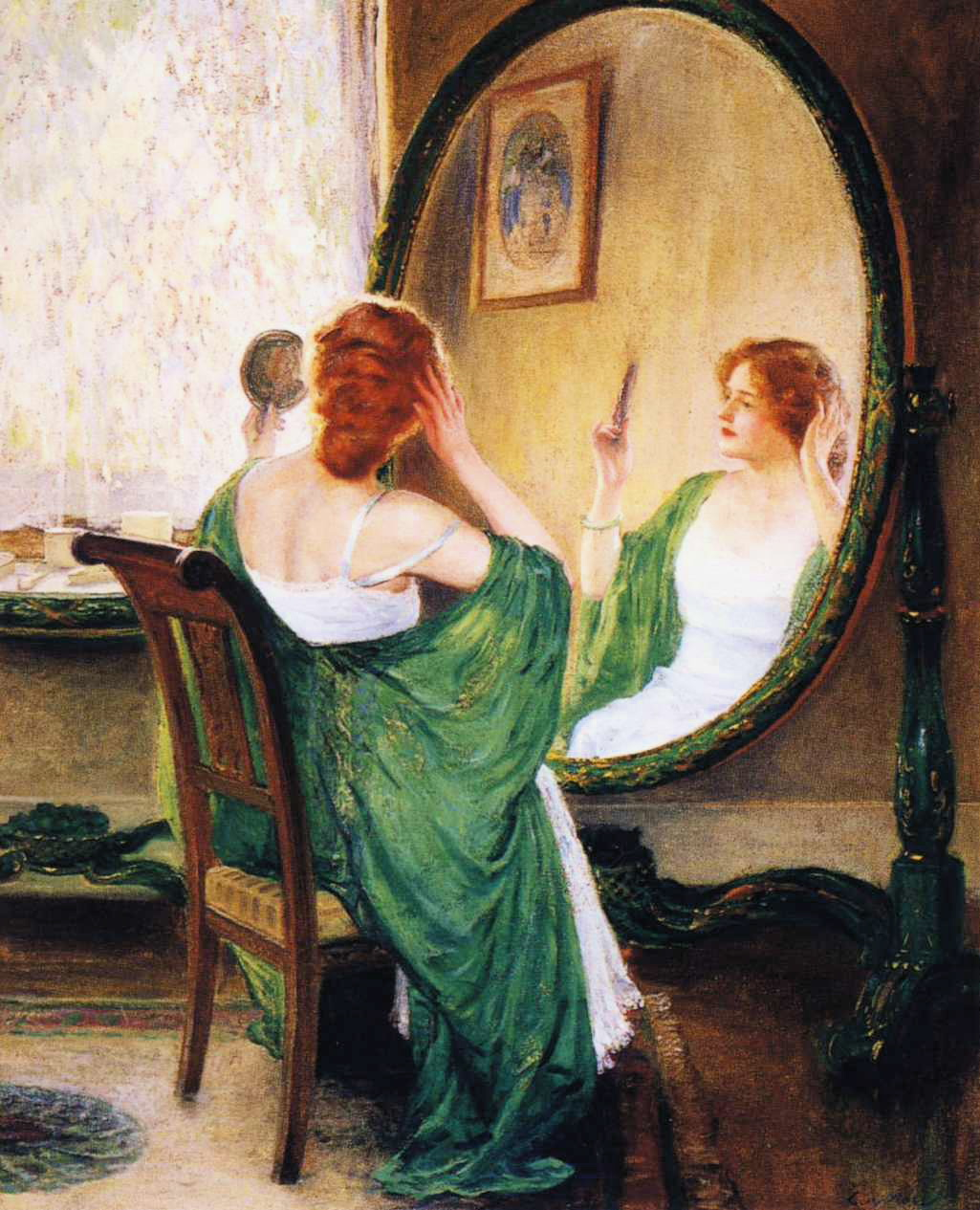
Le miroir vert
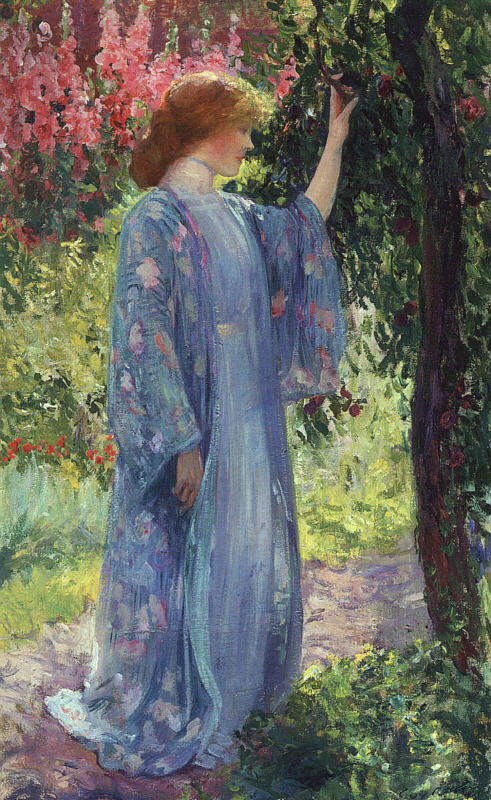
Le Kimono bleu

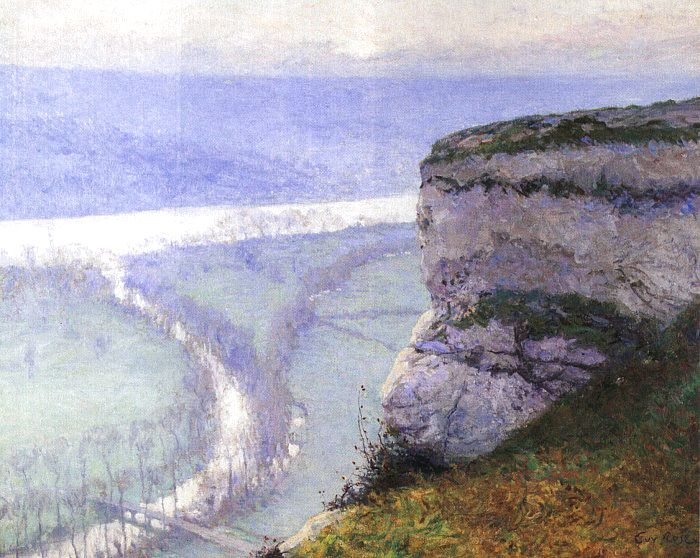
La Grosse Pierre à Giverny
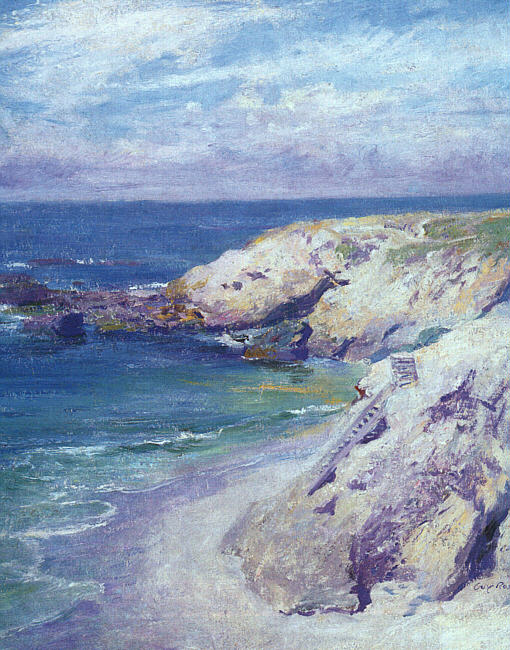
La baie de La Jolla
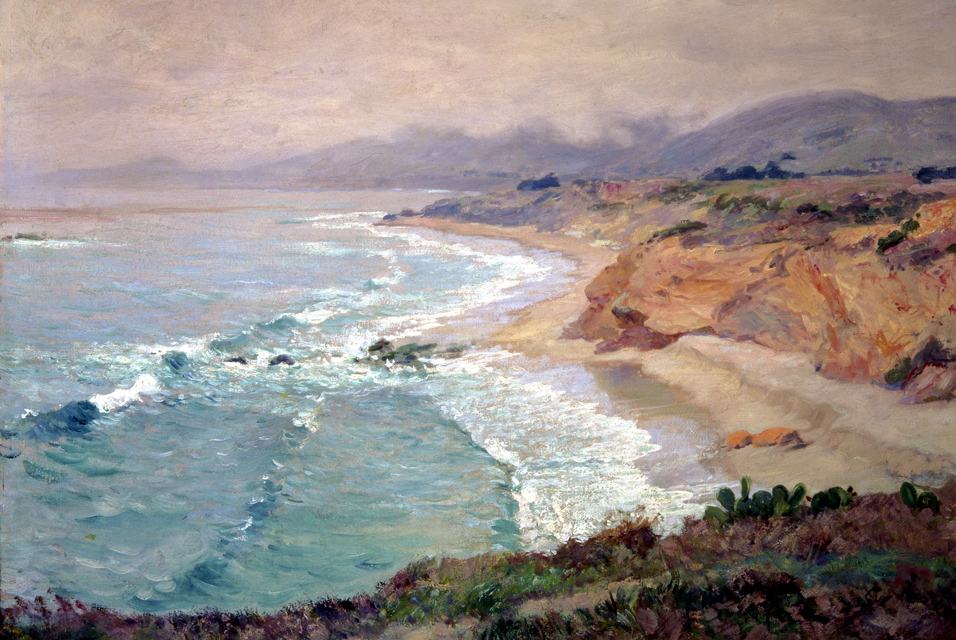
Le brouillard se lève
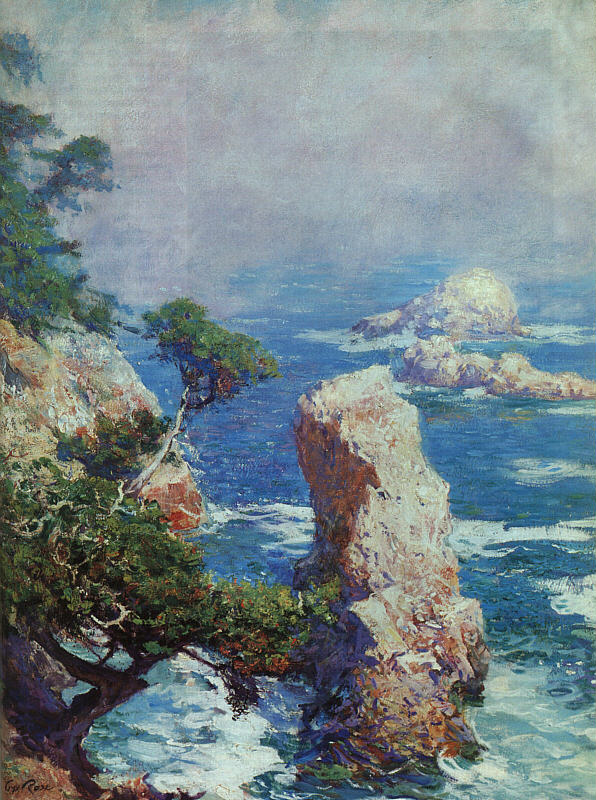
Brume sur Point Lobos
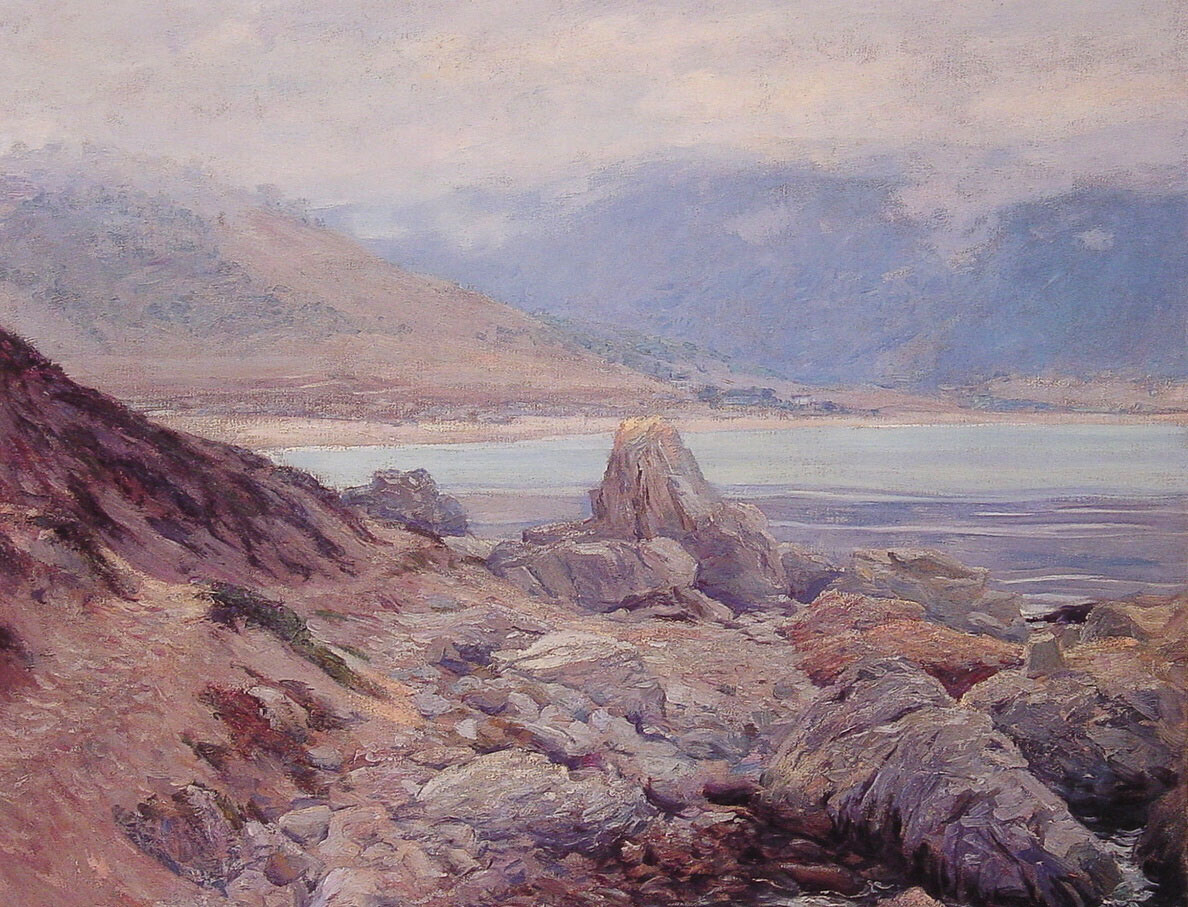
Le sentier le long de la plage

## Sources
- Artists in California 1786-1940, 1989, E. Milton Hughes, page 479
- Plein Air Painters of California - The Southland, 1996, Ruth Lilly Westphal, pages 95-99